# Capnopsis
Capnopsis é um género de insetos da família Capniidae.
O género foi descrito em 1896 por Morton.
As espécies deste género pode ser encontradas na Europa.
Espécie:
- Capnopsis schilleri (Rostrock, 1892)[1]